# Nav Bhatia
 (août 2023).
Nav Bhatia (né le 9 juillet 1951),, surnommé le Raptors Superfan, est un homme d'affaires canadien d'origine indienne et supporter de l'équipe de basket-ball des Raptors de Toronto. Il a fondé et dirige actuellement la Superfan Foundation pour contribuer à unir les gens par la passion du sport.
Bhatia assiste à tous les matchs à domicile des Raptors de Toronto depuis 1995, chose qu'il ne peut faire en 2020 à cause de la pandémie de Covid-19 et du déménagement temporaire des Raptors à Tampa, en Floride.
Bhatia s'installe à Toronto en 1984 afin de fuir les émeutes anti-sikhs de 1984,. Diplômé en ingénierie mécanique, il a du mal à trouver du travail et se contente d'un poste de vendeur de voitures,. Il réussit à vendre 127 voitures en 3 mois, un record pour le concessionnaire, qu'il rachète par ailleurs 2 ans plus tard. Bhatia est propriétaire de l'un des concessionnaires automobiles Hyundai les plus vendeurs au Canada,.